# Kodiak Station
Kodiak Station est une localité du borough de l'île Kodiak en Alaska (CDP) aux États-Unis d'Amérique du nord. Sa population se monte à 1 301 habitants en 2010.

## Situation - climat
Elle est située sur la rive ouest de l'île Kodiak, limitrophe de la ville du même nom.
Son climat y est maritime avec des nuages et du brouillard fréquents. Le vent peut y être très fort de décembre à février. Les températures s'y échelonnent de −10 à 8 °C l'hiver et de 4 à 24 °C en été.

## Histoire - activités
Depuis la Seconde Guerre mondiale l'île Kodiak est occupée par des bases militaires américaines. Actuellement Kodiak Station est une base pour les garde-côtes habitée par 972 militaires et leurs familles.

## Démographie
| 1970  | 1980  | 1990  | 2000  | 2010  | - |
| ----- | ----- | ----- | ----- | ----- | - |
| 3 052 | 1 370 | 2 025 | 1 840 | 1 301 | - |

## Sources et références
- (en) CIS.

1. ↑  (en) « Statistiques des États-Unis - Alaska - Profils des communautés de 2010 » (consulté en avril 2021).

- (en) Cet article est partiellement ou en totalité issu de l’article de Wikipédia en anglais intitulé « Kodiak Station, Alaska » (voir la liste des auteurs).

.
.